# Arnebo
Arnebo är en by i västra delen av Västerlövsta socken i Heby kommun.
Arnebo ligger längs länsväg C 895 strax väster om riksväg 56 och cirka 3 km nordväst om Heby tätort. Arnebo består av villor samt några bondgårdar.
Strax sydväst om byn flyter Arnebobäcken, som i Heby mynnar i Örsundaån.
Byn omtalas första gången 1416, då Staffan i 'Aruabodhum' var faste vid Simtuna häradsting. 1527 var Peder i Arnebo representant för bondeståndet vid riksdagen i Västerås. Byn utgör 1538-1569 ett mantal skatte.